# Сивов, Александр Владимирович
Александр Владимирович Сивов (род. 26 января 1970, Ленинград) — советский и российский хоккеист, защитник. Тренер.
Воспитанник колпинского «Ижорца», за который дебютировал в первенстве первой лиги СССР в сезоне 1987/88. Следующий сезон провёл в фарм-клубе ленинградского СКА «Звезда» во второй лиге, с сезона 1989/90 стал играть за СКА. Сезон 1993/94 провёл в шведском клубе «Бурос». В сезоне 1996/97 перешёл в омский «Авангард». Затем играл за команды «Химик» Воскресенск (1997/98 — 1998/99), 1998, 1999, 93 матча, 5 шайб), «Воронеж» (2000), «Кристалл» Электросталь (2000), «Ривьера» Москва (2000/01).
После завершения карьеры играл в Санкт-Петербургской хоккейной лиге за команды «Меркурий», «Газпромнефть». Тренер юношеских команд Северо-Запада (2017/18), «Варяги» (2018/19).